# Jaguar Cars

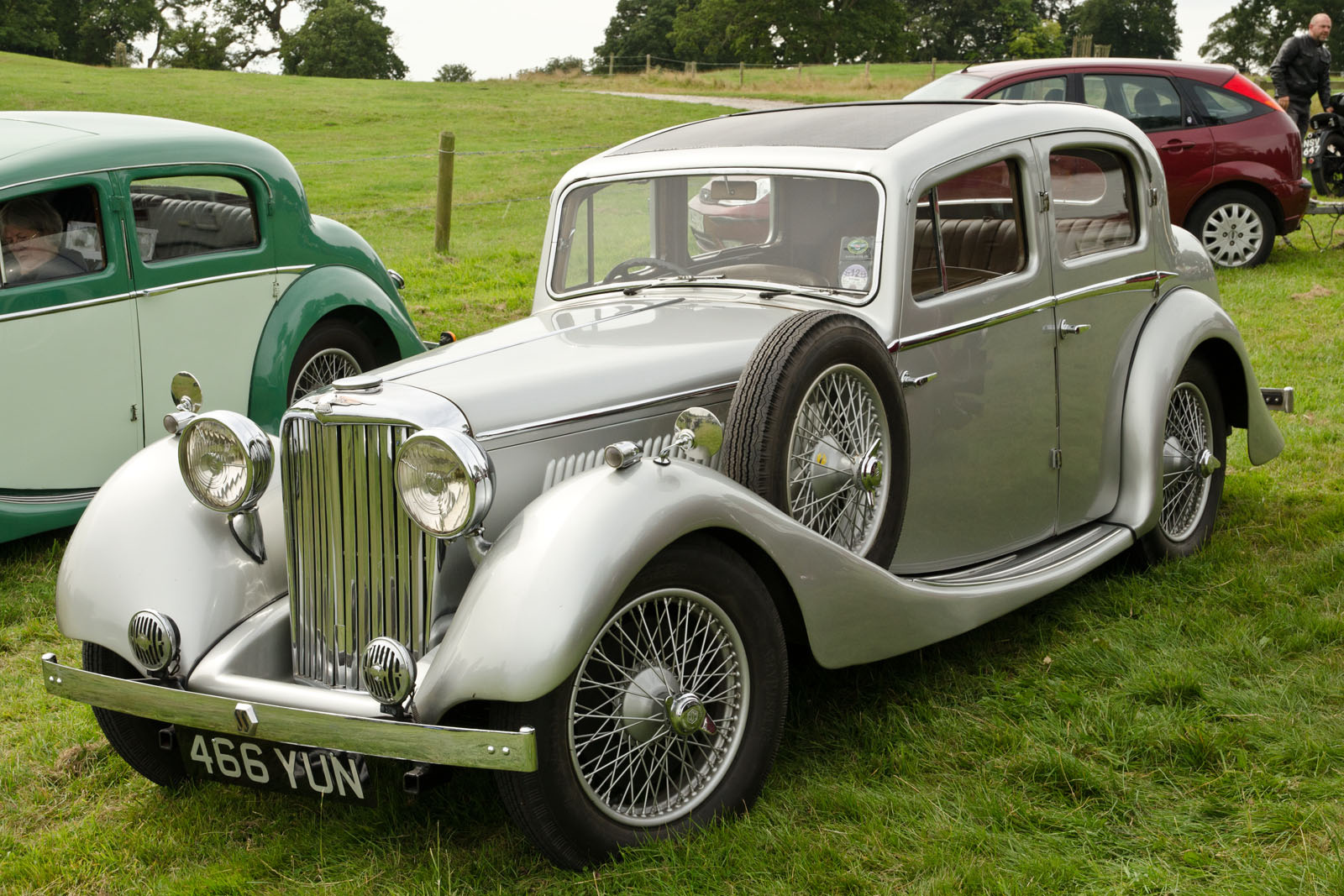
Swallow Sidecar (SS) Jaguar (1936)

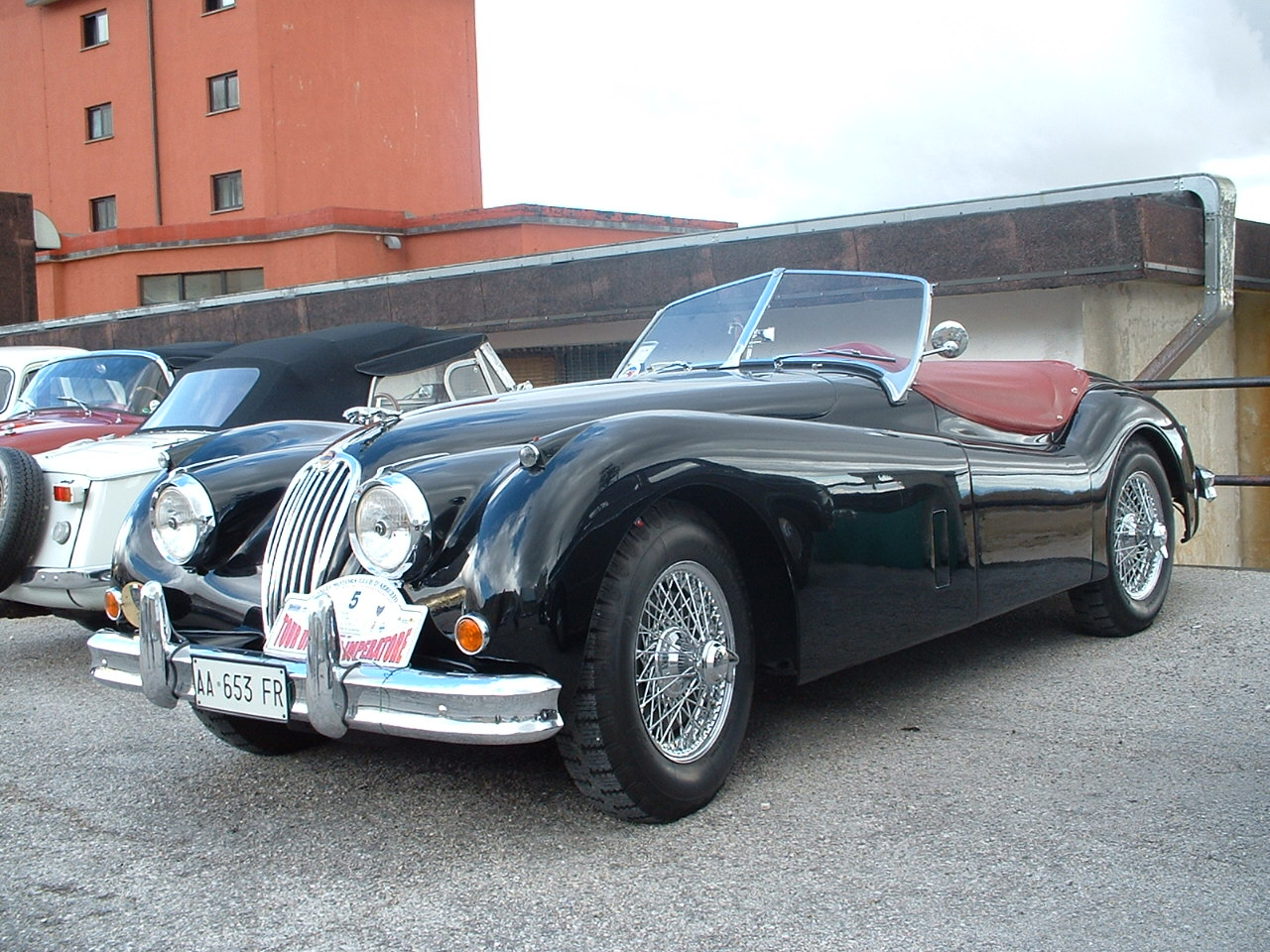
Jaguar XK 140 (1954)

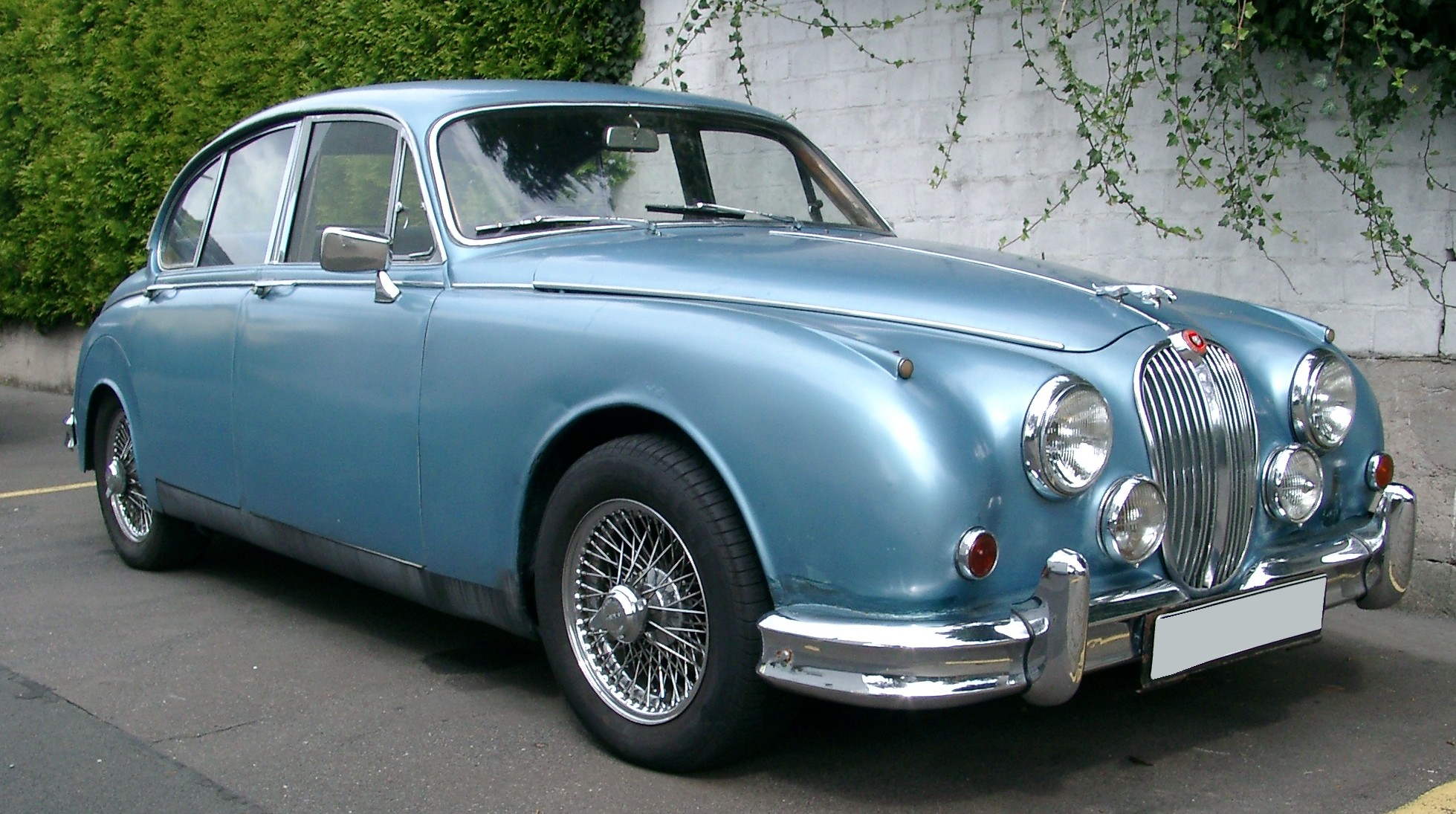
Jaguar Mark II

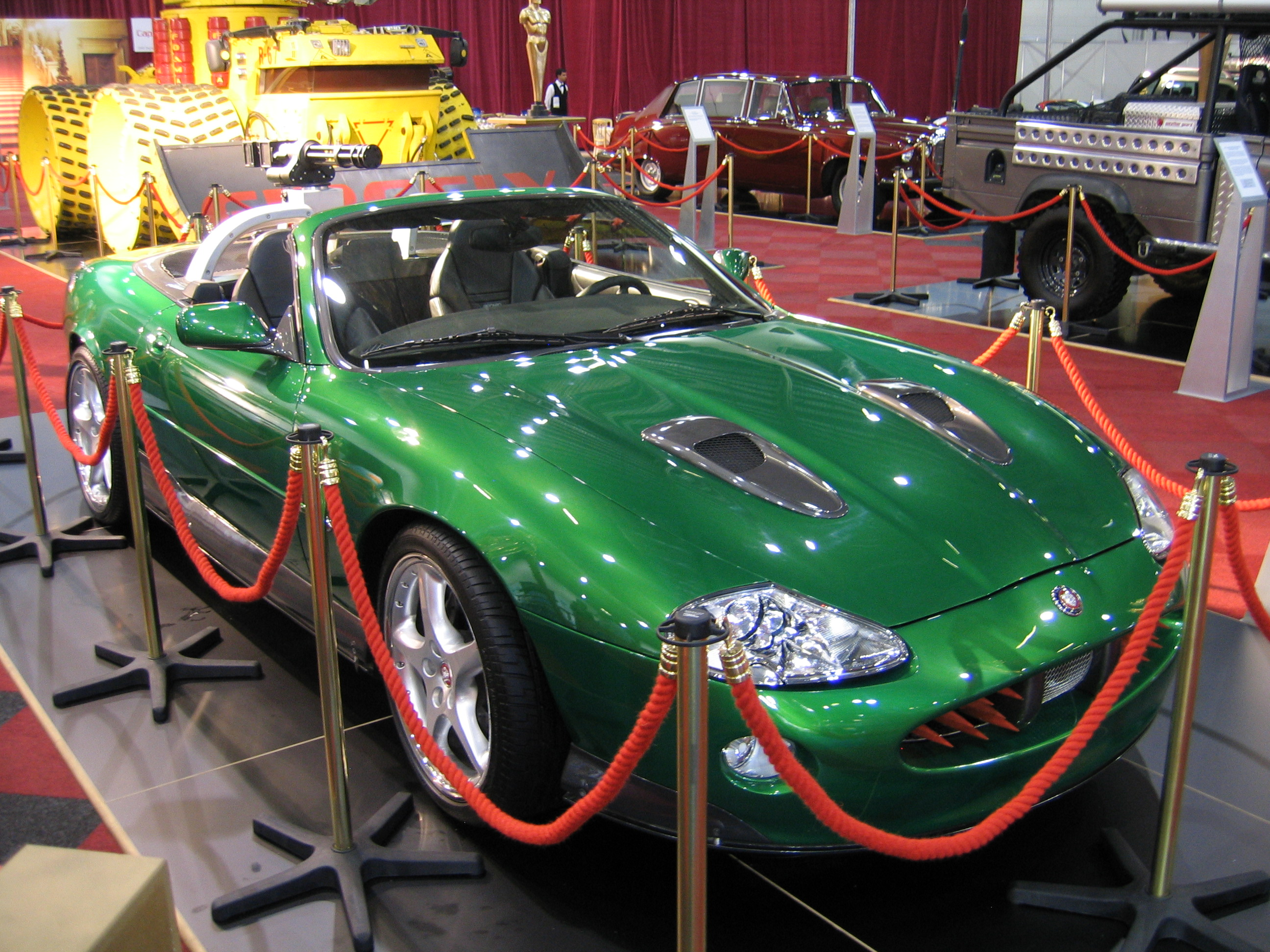
Jaguar XK uit de James Bond-film Die Another Day.

Jaguar Cars is een Engels autofabrikant die zich toelegt op de productie van luxeauto's. Ford Motor Company nam Jaguar in 1990 over en bracht het merk – samen met Volvo, Land Rover en Aston Martin – onder in de Premier Automotive Group. Vanaf 2008 maakt het merk, samen met Land Rover, deel uit van de Indiase autofabrikant Tata Motors onder de Tata-groep.

## Geschiedenis

### Swallow Sidecar (SS)
In 1922 richtte William Lyons de 'Swallow Sidecar Company' op in het Engelse Blackpool. Dit bedrijf hield zich voornamelijk bezig met de productie van zijspancombinaties voor motorfietsen. Tot de Tweede Wereldoorlog heette het merk SS, een afkorting van Swallow Sidecar. Na de oorlog wijzigde men de naam in Jaguar.
Vijf jaar later werd de overstap gemaakt naar carrosseriebouw, omdat met de opbouw van een aluminium carrosserie op het bestaande chassis van de Austin Seven een grote order werd binnengesleept. Een en ander nam zo'n vlucht dat William Lyons besloot zijn bedrijf meer centraal te vestigen, en in 1928 verhuisde SS naar het Engelse Coventry.
Met een compleet nieuwe lijn van sedans en sportwagens deed in 1935 de naam 'Jaguar' voor het eerst zijn intrede, voor het SS Jaguar model. Voor Lyons betekende deze periode ook de aanvang in de autosport. Zo werd in 1936 de RAC Rally gewonnen door een SS 100.

### Jaguar
Gedurende de Tweede Wereldoorlog lag Coventry hevig onder vuur, en het zou dan ook tot 1948 duren voordat een nieuw voertuig geïntroduceerd werd. Deze Jaguar Mk V zou een belangrijke rol spelen in de wederopbouw van het merk. In maart 1945 besloot Lyons de naam SS te laten vallen en in het vervolg worden de auto's verkocht onder de Jaguar merknaam. 
In 1960 werd Daimler ingelijfd. De Birmingham Small Arms Company (BSA) verkocht Daimler voor £ 3,4 miljoen. Met de koop kreeg Jaguar ruimte om de productie te verhogen en Daimler had ook een nieuwe V8 motor ontwikkeld die het goed kon gebruiken in de eigen modellen. De Daimler merknaam werd tot 2007 gebruikt.
Na tal van successen in de autosport met de Jaguar C-type en Jaguar D-type stelde Jaguar in 1961 de Jaguar E-type voor, een model dat in 1966 navolging vond met een ruim 25 cm langere 2+2 versie.
Na een aantal jaren onderdeel uit te hebben gemaakt van het staatsbedrijf British Leyland werd in augustus 1984 Jaguar Cars verzelfstandigd. Het bedrijf kreeg een eigen beursnotering aan de London Stock Exchange. Het was voor British Leyland een winstgevend bedrijfsonderdeel met een omzet van £ 476 miljoen in 1983. Tussen 1980 en 1984 waren de verkopen bijna verdubbeld van 15.000 naar 28.000 voertuigen en was het verlies omgeslagen in een winst. De verkoop leverde British Leyland een grote eenmalige winst op van £ 186 miljoen en zo'n 9160 personeelsleden gingen mee over.
In 1988, drie jaar na het overlijden van William Lyons, won Jaguar met de Jaguar XJR-9LM, met een motor van 750 pk, de 24 uur van Le Mans met aan het stuur onder anderen de Nederlander Jan Lammers.
In november 1989 bracht Ford Motor Company een bod uit op alle aandelen Jaguar Cars. Ford was bereid US$ 2,4 miljard te betalen. Veel geld voor een producent die 52.000 voertuigen maakte in 1988 en nauwelijks winst realiseerde. Ford vond de merknaam veel geld waard en was bereid fors te investeren in nieuwe modellen. In 1990 was de overname een feit. Ford bracht vervolgens Jaguar – samen met Volvo, Land Rover en Aston Martin – onder in de Premier Automotive Group. In 2008 werd Jaguar samen met Land Rover verkocht aan de Indiase autofabrikant Tata Motors van de Indiase conglomeraat Tata-groep. Jaguar Cars werd hierbij samen met Land Rover ondergebracht in de dochteronderneming Jaguar Land Rover.
In 2021 maakte Jaguar bekend dat het bedrijf vanaf 2025 alleen nog volledig elektrische voertuigen gaat produceren.

## Huidige modellen
- Jaguar XJ
- Jaguar XK
- Jaguar XF
- Jaguar F-Type
- Jaguar XE
- Jaguar E-Pace
- Jaguar F-Pace
- Jaguar I-Pace

## Prototypen
- Pirana (1967)
- XK180 (1998)
- F-type (2000)
- R-Coupé (2002)
- Fuore XF 10 (2003)
- R-D6 (2003)
- C-XF (2007)
- F-type Project 7
- XE Project 8
- Future-type

## Modelhistorie
| Productie              | Type                     | Opmerking | Afbeelding |
| ---------------------- | ------------------------ | --- | ---------- |
| Modellen vanaf 1960    |                          | |            |
| 2018-2024              | Jaguar I-Pace            | Elektrische SUV. |            |
| 2017-2024              | Jaguar E-Pace            | Compacte SUV. |            |
| Sinds 2016             | Jaguar F-Pace            | Compacte crossover SUV, eerste Jaguar terreinwagen. |            |
| 2014-2024              | Jaguar XE                | Compacte sedan, onder de XF. |            |
| 2012-2024              | Jaguar F-Type            | Tweezitter, verkrijgbaar als twee-deurs coupé en cabriolet/convertible. |            |
| 2008-2024              | Jaguar XF                | Vervanger van het S-Type. Tweede generatie in 2015. |            |
| 2009-2019              | Jaguar XJ Mark 4         | Moderner gelijnde XJ. |            |
| 2005-2014              | Jaguar XK/XKR            | Vervangt de XK8 en daarvan afgeleide XKR. De XK is verkrijgbaar als twee-deurs coupé en als cabriolet/convertible. |            |
| 2003-2009              | Jaguar XJ Mark 3         | De X 350: de eerste Jaguar-limousine met seriematige aluminium carrosserie en luchtvering. |            |
| 2001-2010              | Jaguar X-type            | Gebaseerd op het Ford Mondeo-platform. Het X-Type is een nieuw model, er is geen opvolger gepland. |            |
| 1999–2007              | Jaguar S-Type            | Gebaseerd op het Ford DEW98-platform |            |
| 1998–2002              | Jaguar XJ Mark 2         | De X308 is een verdere ontwikkeling van de X300, en onderscheidt zich door de V8-motoren met 3,2 en 4,0 liter. In 2002 kwam een limited edition (500 stuks) uit, de "XJR-100", ter gelegenheid van de 100e geboortedag van oprichter Sir William Lyons. Het model werd afgelost door de X350 |            |
| 1997–2005              | Jaguar XK 8 en XKR       | |            |
| 1992–1994              | Jaguar XJ 220 V6         | Supersportwagen met middenmotor, gebouwd in samenwerking met Tom Walkinshaw Racing |            |
| 1991                   | Jaguar XJR-15            | De XJR-15 werd alleen voor races gebouwd door een joint-venture tussen Jaguar en Tom Walkinshaw Racing, Jaguar Sport genoemd. Op klantenverzoek werden nog 20 straatversie-exemplaren gebouwd.                                                                                               |            |
| 1987–1994              | Jaguar XJ Mark 2         | Serie 1, 2 en 3: XJ 40, X300 en X 308. Jaguar XJ is een luxe saloon en Jaguars vlaggenschip. |            |
| 1976–1996              | Jaguar XJS               | Grand Tourer, ter vervanging van de E-Type, gebouwd als coupé en als cabrio. Er werden 3 generaties van gebouwd. |            |
| 1969–1992              | Jaguar XJ Mark 1         | Serie 1, 2 en 3 met telkens stilistische upgrades. |            |
| 1967–1968              | Jaguar 420               | Sportieve vierdeurs limousine, die Jaguar op de markt bracht, om het gat tussen de 3.8 S en de Mark X te vullen. |            |
| 1966                   | Jaguar XJ 13             | Dit was een prototype-sportwagen met een V12-middenmotor. |            |
| 1964–1968              | Jaguar S-type (1963)     | Luxere versie van de Mark II, maar met de onafhankelijke achterwielophanging van de Mark X en E-type. De achterkant is nieuw, met stylingkenmerken van de Mark X. Uitvoeringen: 3,4 en 3,8 liter.                                                                                            |            |
| 1962–1970              | Jaguar Mark X            | De Mark X (mark ten) was oorspronkelijk bedoeld voor de Amerikaanse markt. Opvolger van de Mark IX als topmodel van het merk. In 1966 werd het model omgedoopt in 420 G. |            |
| 1961–1974              | Jaguar E-type            | De E-type (ook wel XK-E) betekende een revolutie in het ontwerp, prestaties en besturing van sportwagens. De prijs lag een stuk lager dan van de concurrentie, waardoor de verkoop hoog lag. Er werden 3 generaties van gebouwd.                                                             |            |
| 1960–1969              | Jaguar Mark II           | Vierdeurs sportlimousine, opvolger van de Mark I. Uitvoeringen: 2,4, 3,4 en 3,8 liter. |            |
| Modellen van 1945-1960 |                          | |            |
| 1959–1961              | Jaguar Mark IX           | |            |
| 1957–1961              | Jaguar XK 150            | Opvolger van de XK 140 |            |
| 1957–1958              | Jaguar Mark VIII         | |            |
| 1957                   | Jaguar XK-SS             | |            |
| 1956–1959              | Jaguar Mark I            | Uitvoering: 2,4 en 3,4 liter. |            |
| 1955–1957              | Jaguar XK140             | |            |
| 1954–1956              | Jaguar D-Type            | |            |
| 1951–1956              | Jaguar Mark VII          | |            |
| 1951–1953              | Jaguar XK 120 C "C-Type" | |            |
| 1949–1954              | Jaguar XK120             | |            |
| 1949–1950              | Jaguar Mark V            | |            |
| 1946–1948              | Jaguar Mark IV           | Uitvoeringen: 1,5, 2,5 en 3,5 liter. | \|         |
| Modellen van 1931-1940 |                          | |            |
| 1936–1940              | SS Jaguar Jaguar Mk IV   | In 1935 deed de naam 'Jaguar' voor het eerst zijn intrede. Uitvoeringen: 1,5, 2,5 en 3,5 liter. |            |
| 1936–1939              | SS 100                   | |            |
| 1935                   | SS 90                    | |            |
| 1932–1936              | SS 2                     | |            |
| 1932–1936              | SS 1                     | Tot de Tweede Wereldoorlog heette het merk SS, een afkorting van Swallow Sidecar. |            |

## Tijdlijn
| « vorig — Jaguar-modellen van 1980 tot heden | « vorig — Jaguar-modellen van 1980 tot heden | « vorig — Jaguar-modellen van 1980 tot heden | « vorig — Jaguar-modellen van 1980 tot heden | « vorig — Jaguar-modellen van 1980 tot heden | « vorig — Jaguar-modellen van 1980 tot heden | « vorig — Jaguar-modellen van 1980 tot heden | « vorig — Jaguar-modellen van 1980 tot heden | « vorig — Jaguar-modellen van 1980 tot heden | « vorig — Jaguar-modellen van 1980 tot heden | « vorig — Jaguar-modellen van 1980 tot heden | « vorig — Jaguar-modellen van 1980 tot heden | « vorig — Jaguar-modellen van 1980 tot heden | « vorig — Jaguar-modellen van 1980 tot heden | « vorig — Jaguar-modellen van 1980 tot heden | « vorig — Jaguar-modellen van 1980 tot heden | « vorig — Jaguar-modellen van 1980 tot heden | « vorig — Jaguar-modellen van 1980 tot heden | « vorig — Jaguar-modellen van 1980 tot heden | « vorig — Jaguar-modellen van 1980 tot heden | « vorig — Jaguar-modellen van 1980 tot heden | « vorig — Jaguar-modellen van 1980 tot heden | « vorig — Jaguar-modellen van 1980 tot heden | « vorig — Jaguar-modellen van 1980 tot heden | « vorig — Jaguar-modellen van 1980 tot heden | « vorig — Jaguar-modellen van 1980 tot heden | « vorig — Jaguar-modellen van 1980 tot heden | « vorig — Jaguar-modellen van 1980 tot heden | « vorig — Jaguar-modellen van 1980 tot heden | « vorig — Jaguar-modellen van 1980 tot heden | « vorig — Jaguar-modellen van 1980 tot heden | « vorig — Jaguar-modellen van 1980 tot heden | « vorig — Jaguar-modellen van 1980 tot heden | « vorig — Jaguar-modellen van 1980 tot heden | « vorig — Jaguar-modellen van 1980 tot heden | « vorig — Jaguar-modellen van 1980 tot heden | « vorig — Jaguar-modellen van 1980 tot heden | « vorig — Jaguar-modellen van 1980 tot heden | « vorig — Jaguar-modellen van 1980 tot heden | « vorig — Jaguar-modellen van 1980 tot heden | « vorig — Jaguar-modellen van 1980 tot heden | « vorig — Jaguar-modellen van 1980 tot heden | « vorig — Jaguar-modellen van 1980 tot heden | « vorig — Jaguar-modellen van 1980 tot heden | « vorig — Jaguar-modellen van 1980 tot heden | « vorig — Jaguar-modellen van 1980 tot heden | « vorig — Jaguar-modellen van 1980 tot heden |
| -------------------------------------------- | -------------------------------------------- | -------------------------------------------- | -------------------------------------------- | -------------------------------------------- | -------------------------------------------- | -------------------------------------------- | -------------------------------------------- | -------------------------------------------- | -------------------------------------------- | -------------------------------------------- | -------------------------------------------- | -------------------------------------------- | -------------------------------------------- | -------------------------------------------- | -------------------------------------------- | -------------------------------------------- | -------------------------------------------- | -------------------------------------------- | -------------------------------------------- | -------------------------------------------- | -------------------------------------------- | -------------------------------------------- | -------------------------------------------- | -------------------------------------------- | -------------------------------------------- | -------------------------------------------- | -------------------------------------------- | -------------------------------------------- | -------------------------------------------- | -------------------------------------------- | -------------------------------------------- | -------------------------------------------- | -------------------------------------------- | -------------------------------------------- | -------------------------------------------- | -------------------------------------------- | -------------------------------------------- | -------------------------------------------- | -------------------------------------------- | -------------------------------------------- | -------------------------------------------- | -------------------------------------------- | -------------------------------------------- | -------------------------------------------- | -------------------------------------------- | -------------------------------------------- |
| Type                                         | 1980                                         | 1980                                         | 1980                                         | 1980                                         | 1980                                         | 1980                                         | 1980                                         | 1980                                         | 1980                                         | 1980                                         | 1990                                         | 1990                                         | 1990                                         | 1990                                         | 1990                                         | 1990                                         | 1990                                         | 1990                                         | 1990                                         | 1990                                         | 2000                                         | 2000                                         | 2000                                         | 2000                                         | 2000                                         | 2000                                         | 2000                                         | 2000                                         | 2000                                         | 2000                                         | 2010                                         | 2010                                         | 2010                                         | 2010                                         | 2010                                         | 2010                                         | 2010                                         | 2010                                         | 2010                                         | 2010                                         | 2020                                         | 2020                                         | 2020                                         | 2020                                         | 2020                                         | 2020                                         |
| Type                                         | 0                                            | 1                                            | 2                                            | 3                                            | 4                                            | 5                                            | 6                                            | 7                                            | 8                                            | 9                                            | 0                                            | 1                                            | 2                                            | 3                                            | 4                                            | 5                                            | 6                                            | 7                                            | 8                                            | 9                                            | 0                                            | 1                                            | 2                                            | 3                                            | 4                                            | 5                                            | 6                                            | 7                                            | 8                                            | 9                                            | 0                                            | 1                                            | 2                                            | 3                                            | 4                                            | 5                                            | 6                                            | 7                                            | 8                                            | 9                                            | 0                                            | 1                                            | 2                                            | 3                                            | 4                                            | 5                                            |
| Middenklasse                                 |                                              |                                              |                                              |                                              |                                              |                                              |                                              |                                              |                                              |                                              |                                              |                                              |                                              |                                              |                                              |                                              |                                              |                                              |                                              |                                              |                                              | X-Type (X400)                                | X-Type (X400)                                | X-Type (X400)                                | X-Type (X400)                                | X-Type (X400)                                | X-Type (X400)                                | X-Type (X400)                                | X-Type (X400)                                | X-Type (X400)                                |                                              |                                              |                                              |                                              |                                              |                                              | XE (X760)                                    | XE (X760)                                    | XE (X760)                                    | XE (X760)                                    | XE (X760)                                    | XE (X760)                                    | XE (X760)                                    | XE (X760)                                    | XE (X760)                                    |                                              |
| Hogere middenklasse                          |                                              |                                              |                                              |                                              |                                              |                                              |                                              |                                              |                                              |                                              |                                              |                                              |                                              |                                              |                                              |                                              |                                              |                                              |                                              | S-Type (X200-X202-X204-X206)                 | S-Type (X200-X202-X204-X206)                 | S-Type (X200-X202-X204-X206)                 | S-Type (X200-X202-X204-X206)                 | S-Type (X200-X202-X204-X206)                 | S-Type (X200-X202-X204-X206)                 | S-Type (X200-X202-X204-X206)                 | S-Type (X200-X202-X204-X206)                 | S-Type (X200-X202-X204-X206)                 | XF / XFR (X250)                              | XF / XFR (X250)                              | XF / XFR (X250)                              | XF / XFR (X250)                              | XF / XFR (X250)                              | XF / XFR (X250)                              | XF / XFR (X250)                              | XF / XFR (X250)                              | XF (X260)                                    | XF (X260)                                    | XF (X260)                                    | XF (X260)                                    | XF (X260)                                    | XF (X260)                                    | XF (X260)                                    | XF (X260)                                    | XF (X260)                                    |                                              |
| Topklasse                                    | XJ6 S3                                       | XJ6 S3                                       | XJ6 S3                                       | XJ6 S3                                       | XJ6 S3                                       | XJ6 S3                                       | XJ6 S3                                       | XJ6 (XJ40)                                   | XJ6 (XJ40)                                   | XJ6 (XJ40)                                   | XJ6 (XJ40)                                   | XJ6 (XJ40)                                   | XJ6 (XJ40)                                   | XJ6 (XJ40)                                   | XJ6 (XJ40)                                   | XJ6 (X300)                                   | XJ6 (X300)                                   | XJ6 (X300)                                   | XJ8 (X308)                                   | XJ8 (X308)                                   | XJ8 (X308)                                   | XJ8 (X308)                                   | XJ8 (X308)                                   | XJ6 / XJ8 (X350)                             | XJ6 / XJ8 (X350)                             | XJ6 / XJ8 (X350)                             | XJ6 / XJ8 (X350)                             | XJ6 / XJ8 (X350)                             | XJ6 / XJ8 (X350)                             | XJ6 / XJ8 (X350)                             | XJ / XJR (X351)                              | XJ / XJR (X351)                              | XJ / XJR (X351)                              | XJ / XJR (X351)                              | XJ / XJR (X351)                              | XJ / XJR (X351)                              | XJ / XJR (X351)                              | XJ / XJR (X351)                              | XJ / XJR (X351)                              | XJ / XJR (X351)                              |                                              |                                              |                                              |                                              |                                              |                                              |
| Topklasse                                    | XJ12 S3                                      | XJ12 S3                                      | XJ12 S3                                      | XJ12 S3                                      | XJ12 S3                                      | XJ12 S3                                      | XJ12 S3                                      | XJ12 S3                                      | XJ12 S3                                      | XJ12 S3                                      | XJ12 S3                                      | XJ12 S3                                      | XJ12 S3                                      | XJ12 (XJ81)                                  | XJ12 (XJ81)                                  | XJ12 (X305)                                  | XJ12 (X305)                                  | XJ12 (X305)                                  |                                              |                                              |                                              |                                              |                                              |                                              |                                              |                                              |                                              |                                              |                                              |                                              |                                              |                                              |                                              |                                              |                                              |                                              |                                              |                                              |                                              |                                              |                                              |                                              |                                              |                                              |                                              |                                              |
| Sportwagen                                   |                                              |                                              |                                              |                                              |                                              |                                              |                                              |                                              |                                              |                                              |                                              |                                              |                                              |                                              |                                              |                                              |                                              |                                              |                                              |                                              |                                              |                                              |                                              |                                              |                                              |                                              |                                              |                                              |                                              |                                              |                                              |                                              |                                              | F-Type (X152)                                | F-Type (X152)                                | F-Type (X152)                                | F-Type (X152)                                | F-Type (X152)                                | F-Type (X152)                                | F-Type (X152)                                | F-Type (X152)                                | F-Type (X152)                                | F-Type (X152)                                | F-Type (X152)                                | F-Type (X152)                                |                                              |
| GT                                           | XJ-S                                         | XJ-S HE                                      | XJ-S HE                                      | XJ-S HE                                      | XJ-S HE                                      | XJ-S HE                                      | XJ-S HE                                      | XJ-S HE                                      | XJ-S HE                                      | XJ-S HE                                      | XJ-S HE                                      | XJS                                          | XJS                                          | XJS                                          | XJS                                          | XJS                                          | XK8 / XKR (X100)                             | XK8 / XKR (X100)                             | XK8 / XKR (X100)                             | XK8 / XKR (X100)                             | XK8 / XKR (X100)                             | XK8 / XKR (X100)                             | XK8 / XKR (X100)                             | XK8 / XKR (X100)                             | XK8 / XKR (X100)                             | XK8 / XKR (X100)                             | XK / XKR (X150)                              | XK / XKR (X150)                              | XK / XKR (X150)                              | XK / XKR (X150)                              | XK / XKR (X150)                              | XK / XKR (X150)                              | XK / XKR (X150)                              | XK / XKR (X150)                              | XK / XKR (X150)                              |                                              |                                              |                                              |                                              |                                              |                                              |                                              |                                              |                                              |                                              |                                              |
| Compacte SUV                                 |                                              |                                              |                                              |                                              |                                              |                                              |                                              |                                              |                                              |                                              |                                              |                                              |                                              |                                              |                                              |                                              |                                              |                                              |                                              |                                              |                                              |                                              |                                              |                                              |                                              |                                              |                                              |                                              |                                              |                                              |                                              |                                              |                                              |                                              |                                              |                                              |                                              | E-Pace                                       | E-Pace                                       | E-Pace                                       | E-Pace                                       | E-Pace                                       | E-Pace                                       | E-Pace                                       | E-Pace                                       |                                              |
| Compacte SUV                                 |                                              |                                              |                                              |                                              |                                              |                                              |                                              |                                              |                                              |                                              |                                              |                                              |                                              |                                              |                                              |                                              |                                              |                                              |                                              |                                              |                                              |                                              |                                              |                                              |                                              |                                              |                                              |                                              |                                              |                                              |                                              |                                              |                                              |                                              |                                              |                                              |                                              | I-Pace                                       |                                              |                                              |                                              |                                              |                                              |                                              |                                              |                                              |
| SUV                                          |                                              |                                              |                                              |                                              |                                              |                                              |                                              |                                              |                                              |                                              |                                              |                                              |                                              |                                              |                                              |                                              |                                              |                                              |                                              |                                              |                                              |                                              |                                              |                                              |                                              |                                              |                                              |                                              |                                              |                                              |                                              |                                              |                                              |                                              |                                              |                                              | F-Pace (X761)                                | F-Pace (X761)                                | F-Pace (X761)                                | F-Pace (X761)                                | F-Pace (X761)                                | F-Pace (X761)                                | F-Pace (X761)                                | F-Pace (X761)                                | F-Pace (X761)                                | F-Pace (X761)                                |
| Supercar                                     |                                              |                                              |                                              |                                              |                                              |                                              |                                              |                                              |                                              |                                              | XJR-15                                       | XJR-15                                       | XJR-15                                       | XJ220                                        | XJ220                                        | XJ220                                        |                                              |                                              |                                              |                                              |                                              |                                              |                                              |                                              |                                              |                                              |                                              |                                              |                                              |                                              |                                              |                                              |                                              |                                              |                                              |                                              |                                              |                                              |                                              |                                              |                                              |                                              |                                              |                                              |                                              |                                              |
| Eigenaar                                     | BL                                           | BL                                           | BL                                           | Jaguar Cars                                  | Jaguar Cars                                  | Jaguar Cars                                  | Jaguar Cars                                  | Jaguar Cars                                  | Jaguar Cars                                  | Jaguar Cars                                  | Ford Motor Company (PAG)                     | Ford Motor Company (PAG)                     | Ford Motor Company (PAG)                     | Ford Motor Company (PAG)                     | Ford Motor Company (PAG)                     | Ford Motor Company (PAG)                     | Ford Motor Company (PAG)                     | Ford Motor Company (PAG)                     | Ford Motor Company (PAG)                     | Ford Motor Company (PAG)                     | Ford Motor Company (PAG)                     | Ford Motor Company (PAG)                     | Ford Motor Company (PAG)                     | Ford Motor Company (PAG)                     | Ford Motor Company (PAG)                     | Ford Motor Company (PAG)                     | Ford Motor Company (PAG)                     | Ford Motor Company (PAG)                     | Tata Motors                                  | Tata Motors                                  | Tata Motors                                  | Tata Motors                                  | Tata Motors                                  | Tata Motors                                  | Tata Motors                                  | Tata Motors                                  | Tata Motors                                  | Tata Motors                                  | Tata Motors                                  | Tata Motors                                  | Tata Motors                                  | Tata Motors                                  | Tata Motors                                  | Tata Motors                                  | Tata Motors                                  | Tata Motors                                  |

| Type                | 1940        | 1940            | 1940            | 1940            | 1940            | 1950        | 1950        | 1950        | 1950        | 1950        | 1950        | 1950        | 1950        | 1950        | 1950        | 1960           | 1960           | 1960           | 1960           | 1960           | 1960           | 1960           | 1960           | 1960            | 1960            | 1970            | 1970            | 1970            | 1970            | 1970            | 1970            | 1970            | 1970            | 1970            | 1970            |
| Type                | 5           | 6               | 7               | 8               | 9               | 0           | 1           | 2           | 3           | 4           | 5           | 6           | 7           | 8           | 9           | 0              | 1              | 2              | 3              | 4              | 5              | 6              | 7              | 8               | 9               | 0               | 1               | 2               | 3               | 4               | 5               | 6               | 7               | 8               | 9               |
| Hogere middenklasse |             |                 |                 |                 |                 |             |             |             |             |             | Mark 1      | Mark 1      | Mark 1      | Mark 1      | Mark 1      | Mark 2,240,340 | Mark 2,240,340 | Mark 2,240,340 | Mark 2,240,340 | Mark 2,240,340 | Mark 2,240,340 | Mark 2,240,340 | Mark 2,240,340 |                 |                 |                 |                 |                 |                 |                 |                 |                 |                 |                 |                 |
| Hogere middenklasse |             | Jaguar 1½ litre | Jaguar 1½ litre | Jaguar 1½ litre | Jaguar 1½ litre |             |             |             |             |             |             |             |             |             |             |                |                |                |                | S-Type         | S-Type         | S-Type         | S-Type         |                 |                 |                 |                 |                 |                 |                 |                 |                 |                 |                 |                 |
| Topklasse           |             | Jaguar 2½ litre | Jaguar 2½ litre | Jaguar 2½ litre |                 |             |             |             |             |             |             |             |             |             |             |                |                |                |                |                |                | 420            | 420            | XJ6 S1          | XJ6 S1          | XJ6 S1          | XJ6 S1          | XJ6 S1          | XJ6 S1          | XJ6 S2          | XJ6 S2          | XJ6 S2          | XJ6 S2          | XJ6 S2          | XJ6 S2          |
| Topklasse           |             | Jaguar 3½ litre | Jaguar 3½ litre | Jaguar 3½ litre | Mk V            | Mk V        | Mk V        | Mk VII      | Mk VII      | Mk VII      | Mk VII      | Mk VIII     | Mk VIII     | Mk VIII     | Mk IX       | Mk IX          | Mk IX          | Mk X           | Mk X           | Mk X           | Mk X           | 420G           | 420G           | 420G            | 420G            |                 |                 | XJ12 S1         | XJ12 S1         | XJ12 S2         | XJ12 S2         | XJ12 S2         | XJ12 S2         | XJ12 S2         | XJ12 S2         |
| Coupé               |             |                 |                 |                 |                 |             |             |             |             |             |             |             |             |             |             |                |                |                |                |                |                |                |                |                 |                 |                 |                 |                 |                 |                 | XJ-C            | XJ-C            | XJ-C            | XJ-C            |                 |
| Sportwagen          |             |                 |                 | XK120           | XK120           | XK120       | XK120       | XK120       | XK120       | XK120       | XK140       | XK140       | XK140       | XK150       | XK150       | XK150          | E-Type S1      | E-Type S1      | E-Type S1      | E-Type S1      | E-Type S1      | E-Type S1      | E-Type S1      | E-Type S2       | E-Type S2       | E-Type S2       | E-Type S3       | E-Type S3       | E-Type S3       | E-Type S3       |                 |                 |                 |                 |                 |
| GT                  |             |                 |                 |                 |                 |             |             |             |             |             |             |             |             |             |             |                |                |                |                |                |                |                |                |                 |                 |                 |                 |                 |                 |                 | XJ-S            | XJ-S            | XJ-S            | XJ-S            | XJ-S            |
| Supercar            |             |                 |                 |                 |                 |             |             |             |             |             |             |             |             | XKSS        | XKSS        |                |                |                |                |                |                |                |                |                 |                 |                 |                 |                 |                 |                 |                 |                 |                 |                 |                 |
| Eigenaar            | Jaguar Cars | Jaguar Cars     | Jaguar Cars     | Jaguar Cars     | Jaguar Cars     | Jaguar Cars | Jaguar Cars | Jaguar Cars | Jaguar Cars | Jaguar Cars | Jaguar Cars | Jaguar Cars | Jaguar Cars | Jaguar Cars | Jaguar Cars | Jaguar Cars    | Jaguar Cars    | Jaguar Cars    | Jaguar Cars    | Jaguar Cars    | Jaguar Cars    | BMH            | BMH            | British Leyland | British Leyland | British Leyland | British Leyland | British Leyland | British Leyland | British Leyland | British Leyland | British Leyland | British Leyland | British Leyland | British Leyland |

| Type                | 1930                          | 1930                          | 1930                          | 1930                          | 1930                          | 1930               | 1930               | 1930               | 1930               | 1930               | 1940               | 1940    | 1940    | 1940    | 1940    |         |         |         |         |         |         |         |         |         |         |
| Type                | 0                             | 1                             | 2                             | 3                             | 4                             | 5                  | 6                  | 7                  | 8                  | 9                  | 0                  | 1       | 2       | 3       | 4       |         |         |         |         |         |         |         |         |         |         |
| Hogere middenklasse |                               |                               | SS 1 / SS 2                   | SS 1 / SS 2                   | SS 1 / SS 2                   | SS 1 / SS 2        | SS 1 / SS 2        |                    |                    |                    |                    |         |         |         |         |         |         |         |         |         |         |         |         |         |         |
| Hogere middenklasse |                               |                               |                               |                               |                               | SS Jaguar 1½ litre |                    |                    |                    |                    |                    |         |         |         |         |         |         |         |         |         |         |         |         |         |         |
| Topklasse           |                               |                               |                               |                               |                               |                    | SS Jaguar 2½ litre | SS Jaguar 2½ litre | SS Jaguar 2½ litre | SS Jaguar 2½ litre | SS Jaguar 2½ litre |         |         |         |         |         |         |         |         |         |         |         |         |         |         |
| Topklasse           |                               |                               |                               |                               |                               |                    | SS Jaguar 3½ litre |                    |                    |                    |                    |         |         |         |         |         |         |         |         |         |         |         |         |         |         |
| Sportwagen          |                               |                               |                               |                               |                               | SS 90              | SS 100             | SS 100             | SS 100             | SS 100             |                    |         |         |         |         |         |         |         |         |         |         |         |         |         |         |
| Eigenaar            | Swallow Coachbuilding Company | Swallow Coachbuilding Company | Swallow Coachbuilding Company | Swallow Coachbuilding Company | Swallow Coachbuilding Company | SS Cars            | SS Cars            | SS Cars            | SS Cars            | SS Cars            | SS Cars            | SS Cars | SS Cars | SS Cars | SS Cars | SS Cars | SS Cars | SS Cars | SS Cars | SS Cars | SS Cars | SS Cars | SS Cars | SS Cars | SS Cars |